# Ten Typ Mes
Ten Typ Mes, właśc. Piotr Szmidt (ur. 24 grudnia 1982 w Warszawie) – polski raper, wokalista, producent muzyczny, realizator dźwięku, autor tekstów, przedsiębiorca i felietonista.
Nagrał i wydał trzynaście albumów, a trzy z nich zdobyły status złotej płyty. Był dwukrotnie nominowany do nagrody Fryderyka.
Jest jednym z raperów, których najczęściej zapraszano do gościnnych zwrotek (wystąpił w prawie dwustu utworach innych wykonawców). Współpracował z takimi artystami jak Sarius, Włodi, Pezet, Andrzej Dąbrowski, Iza Lach, Dawid Podsiadło, Łona, Eldo, Krystyna Prońko, Maria Peszek, Quebonafide, Olaf Deriglasoff, Peja, Donatan, Kortez, Grubson, Ośka, Monika Borzym, Hania Rani, Noon, Numer Raz, Afrojax, Pih, Chada, Onar, Borixon, Gano czy DJ Decks.
Jeden z pięćdziesięciu artystów, których biografia znalazła się w Antologii polskiego rapu, wydanej w 2014 przez Narodowe Centrum Kultury. Współzałożyciel niezależnej wytwórni płytowej oraz producenta ubrań Alkopoligamia.com. Felietonista „Gazety Magnetofonowej” i magazynu kulturalnego „Co Jest Grane24”.

## Życiorys

### Wczesne lata
Urodził się 24 grudnia 1982 w Warszawie. Jego matka, Anna Więckowska-Szmidt, jest doktorem radiologii, a ojciec, Jacek Szmidt, jest chirurgiem, transplantologiem, który jako pierwszy w Polsce przeszczepił jednoczasowo nerkę i trzustkę w 1988 roku. Ma dwójkę rodzeństwa, brata i siostrę. Jest wnukiem Tadeusza Więckowskiego (1916–1969), pilota, żołnierza AK, twórcy lotnictwa ratunkowego w Polsce (teraz Lotnicze Pogotowie Ratunkowe). Ojciec artysty odszedł od rodziny, gdy Szmidt miał sześć lat. Rodzina rapera mieszkała przy ul. Mazowieckiej na warszawskim Śródmieściu.
Zainteresował się hip-hopem pod koniec nauki w szkole podstawowej, kiedy to zaczął próbować swoich sił w rapowaniu, produkowaniu bitów, skreczowaniu i malowaniu graffiti.

(...) Mój brat Wojtek, chodził z Piotrkiem do szkoły (...). Któregoś razu Wojtek powiedział, że przyjeżdża do niego kumpel Piotrek, który maluje graffiti. Ja też coś wtedy robiłem w tym temacie. Piotrek przyjechał z farbami i przez bite trzy dni malowaliśmy taki stary hotel. Było dużo rozmów o hip-hopie. Jakoś po dwóch czy trzech miesiącach od tego wydarzenia Piotrek zadzwonił do mnie i powiedział: „Nagrywamy rap, może byś wpadł i coś zarapował?”. Nagraliśmy wtedy „Farby ssyk”, pierwszy utwór w historri Flexxipu.

 Był związany towarzysko z kolektywem Obrońcy Tytułu, do którego należeli m.in. raperzy Eldo, Dizkret i Pezet oraz producenci Noon, Dena i Praktik.

### Kariera muzyczna

#### 2002-05: Początki kariery, Flexxip i konflikt z Mezo
W 2002 ukazał się nielegalny debiut zespołu Flexxip pt. Demo. Ten Typ Mes i Emil Blef nagrywali materiał od 2000 w mieszkaniach Szmidta i Fauosza. Na albumie wystąpili gościnnie Pezet oraz Dizkret. Album został dostrzeżony w środowisku, w wyniku czego pojawiły się propozycje podpisania kontraktu na legalne wydawnictwo. Zespół zdecydował się wydać debiutancki materiał w wytwórni T1-Teraz, należącej do Arkadiusza Delisia. W międzyczasie Ten Typ Mes zadebiutował w oficjalnym obiegu na Muzyce Klasycznej duetu Pezet/Noon oraz na albumie producenckim Reda w numerze „Ten typ”, który stał się singlem i doczekał się oficjalnego teledysku z udziałem artysty oraz Pjusa i Stasiaka, z którymi Szmidt tworzy zespół 2cztery7.
Po podpisaniu kontraktu, 8 września 2003 ukazał się oficjalny album zespołu, Ten Typ Mes i Emil Blef: Fach. Pierwszym singlem promującym płytę byli „Oszuści” z raperem Ciechem, następnie swoją premierę miały teledyski do utworów „List” oraz „Szukam tego $” z udziałem Patricii Kazadi. Za produkcję muzyki na albumie odpowiadali m.in. Ten Typ Mes, Webber, Kociołek, DJ Panda oraz Bartek G. Gościnnie wystąpili Małolat, Fu, 2cztery7, Ciech, Magda Polańska i Lerek.
Flexxip otrzymał nagrodę publiczności „Ślizger” za debiut roku przyznawaną przez czasopismo Ślizg. Zespół wystąpił również na koncercie „Hip-Hop Opole” w trakcie festiwalu transmitowanego przez TVP. W 2016 nakładem wytwórni Alkopoligamia.com ukazała się reedycja albumu Fach, zarówno na płycie kompaktowej, jak i winylowej. Utwór „List” w 2017 został wybrany jednym z Top Wszech Czasów Polskiego Hip-Hopu w plebiscycie radia Open.fm.
Wiosną 2004 ukazał się teledysk to utworu „Rok później (Oczy Otwarte 2)” promujący producencką płytę wrocławskiego duetu White House. W utworze, Ten Typ Mes zaczepiał poznańskiego rapera Mezo, który często skracał swoją ksywkę do Mez przez co słuchacze, zdaniem Szmidta, mogli mylić wykonawców. W odpowiedzi Mezo wypuścił utwór „Panczlajner”, gdzie odpowiadał warszawskiemu raperowi. Ten Typ Mes nagrał jeszcze dwa utwory w ramach konfliktu: „Jak to jest” oraz „Nagła Śmierć”. Ten drugi zawierał fragmenty wywiadu Mezo w programie Kuby Wojewódzkiego.
Konflikt znalazł się na liście 9 największych beefów w polskim hip-hopie według serwisu internetowego newonce.net oraz w przeglądzie 10 najciekawszych beefów w historii polskiego rapu według serwisu muzyka.interia.pl.

#### 2005-08: 2cztery7 i debiut solowy
28 kwietnia 2005 ukazał się debiut zespołu 2cztery7. Trio w którego składzie znajdowali się Ten Typ Mes, Stasiak i Pjus, wydało nakładem wytwórni EmbargoNagrania (należącej do grupy medialnej ITI) „Funk – dla smaku”, inspirowany podgatunkiem rapu z Zachodniego Wybrzeża USA, g-funkiem. Zespół pojawił się wcześniej na winylowej składance „JuNouMi Records EP. Vol 1” gdzie znalazł się utwór „Cały czas”. Grupę można było także usłyszeć na płytach DJ-a 600V, Flexxipu, Onara i O$ki oraz Pezeta.
Na płycie „Funk – dla smaku” pojawili się tacy wykonawcy jak Dizkret, Emil Blef, Lerek, Numer Raz czy Noon. W skitach można było także usłyszeć Łonę, Włodiego i Eldo, zaś intro do płyty nagrał aktor Jan Nowicki. Album był promowany dwoma singlami: „Dwa, Cztery, Siedem” z udziałem Trish (pseudonim artystyczny Patricii Kazadi) i „Na co ci używki?” wyprodukowanym przez Praktika. Album dotarł do 20 miejsca list OLiS.
Pod koniec października 2005 swoją premierę miał debiut solowy Tego Typa Mesa pt. Alkopoligamia: zapiski typa. Za produkcję na płycie odpowiadali Emade, Webber, L.A. (White House), Demen oraz sam Mes. Gościnnie udzielili się m.in. Jeżozwierz, 2cztery7 oraz wokalistka Flow. W ramach promocji albumu nakręcono teledyski do singli „Wjaazd” oraz „Zdrada” za który Ten Typ Mes nominowany został do nagrody Yach Film 2006 (15. Festiwal Polskich Wideoklipów Yach Film 2006) w kategorii „Kreacja Aktorska”. W tym samym roku można było usłyszeć rapera gościnnie na płytach Włodiego (utwór „Definicja”), Szybkiego Szmalu („Nie z tą to z tamtą”) czy WdoWy („WuWuA”). W listopadzie 2011 ukazała się dwupłytowa reedycja solowego debiutu Mesa, a Alkopoligamia wykupiła prawa do płyty od oficyny T1-Teraz i wydawała ponownie Zapiski typa, wzbogacone o sześć nowych utworów.
W lipcu 2006 na antenie polskiej stacji MTV w programie Rap Pakamera zadebiutował serial „Ziomek” (oryg. Les Lascars) – francuska kreskówka z dubbingiem polskich artystów hip-hopowych. Ten Typ Mes podłożył głos w czterech odcinkach serii.
Latem 2007 w programie Player MTV w MTV Polska, swoją premierę miał nowy teledysk 2cztery7 do utworu „Nie daj się zrobić w chuj”. Singiel zwiastował drugą płytę zespołu, która ukazała się w marcu 2008. Album Spaleni innym słońcem ukazał się nakładem wytwórni Fonografika. Na płycie gościnnie wystąpili Pelson, Eldo, Ciech, Trish, Piotr Pacak oraz Małolat. Za muzykę odpowiedzialni byli Donatan, Ten Typ Mes, Eten, Głośny i Święty. Album promowany był teledyskami to utworów „Nie daj się zrobić w chuj” oraz „Złe nawyki”. Album dotarł do 27 miejsca listy OLiS.

#### 2009-13:Zamach na przeciętność, Kandydaci na szaleńcówiLepsze Żbiki
Wiosną 2009 ukazał się drugi solowy album Tego Typa Mesa, zatytułowany Zamach na przeciętność. Jest to pierwsze wydawnictwo wytwórni Alkopoligamia.com założonej wspólnie przez Łukasza Stasiaka, Witolda Michalaka oraz Mesa. Podobnie jak poprzedni, album wyszedł w dwóch wersjach: podstawowej i rozszerzonej o kilka numerów edycji dwupłytowej.
Na płycie pojawili się Ero, Stasiak, Łona, Numer Raz, Monika Borzym, a za produkcję muzyczną odpowiadali m.in. Donatan, Eten, Głośny i Szogun. W skicie „Tribute to Hank” wysamplowany został fragment wypowiedzi pisarza Charlesa Bukowskiego. Album promowany był teledyskami do utworów „Jak to?!”, „Dwadzieścia pięć” oraz „My” – nakręcony w trakcie nagrywania utworu przez Mesa na ul. Żwirki i Wigury w Warszawie. „Zamach na przeciętność” dotarł do 29 miejsca listy OLiS.
W kwietniu 2011 na rynku pojawił się trzeci solowy album artysty, zatytułowany Kandydaci na szaleńców. Płyta promowana była teledyskami do utworów „Otwarcie”, „Zanim znajdziemy” oraz „Studio, scena, łóżko”. Ten ostatni jest najpopularniejszym nagraniem artysty na platformie YouTube, a liczba jego wyświetleń przekroczyła ponad 5 miliony. Na płycie pojawili się tacy wykonawcy jak Pih, Zeus, Pjus, Theodor, Wdowa i Stasiak, a za muzykę odpowiedzialni byli m.in. Kixnare, Bob Air, SoDrumatic, Donatan i Qciek. Płyta zadebiutowała na drugim miejscu zestawienia OLiS, a po pół roku uzyskała status złotej płyty. W lutym 2012 Ten Typ Mes został laureatem nagrody „Superhiro Muzyka” magazynu „Hiro”, pokonując nominowanych Kyst oraz Katarzynę Nosowską.
Pod koniec czerwca 2013 wyszło kolejne wydawnictwo artysty, zatytułowane Ten Typ Mes i Lepsze Żbiki. Kolejny solowy projekt rapera, odpowiedzialnego także za większość muzyki, koncepty utworów i dobór gości, wspierany był przez artystów związanych z wytwórnią Alkopoligamia.com: Kubę Knapa, Zetenwupe Ferajna, Wdowę, LJ Karwela, Szoguna, Pjusa, Stasiaka i DJ Black Belt Grega. Na płycie pojawili się również Tomson, Ciech, Piotr Pacak, Pyskaty, Małolat i Głośny. Album promowały teledyski do utworów „Alkopoligamia 2013”, „Patrzę w rachunek”, „Urszula...” i „Dzień Zgody (Niedziela)”.

#### 2014-16:Trzeba było zostać dresiarzemiAła.
W 2014 ukazał się piąty album Mesa, zatytułowany Trzeba było zostać dresiarzem. Na albumie wystąpili tacy artyści jak Peja, Andrzej Dąbrowski, Kuba Knap, Olaf Deriglasoff, DJ Eprom czy Blady Kris. Za stronę muzyczną odpowiadali m.in. Ten Typ Mes, Sherlock, Szogun, L.A., SoDrumatic, Głośny i Stona. W utworze „Ikarusałka” wystąpił lektor telewizyjny i aktor – Piotr Borowiec. Płyta była promowana teledyskami do utworów „Głupia, spięta dresiara”, „Loveyourlife”, „Będę na działce” oraz „Tul petardę”, który został zrealizowany w serbskim Nowym Sadzie. „Trzeba było zostać dresiarzem” ukazał się w dwóch wersjach – na standardowym CD oraz w edycji specjalnej wzbogaconej o książkę ze zbiorem felietonów Mesa z lat 2011–2013. Nagrania dotarły do 4. miejsca zestawienia OLiS. W październiku 2014 płyta uzyskała w Polsce status złotej. Album został nominowany do nagrody polskiego przemysłu fonograficznego, Fryderyka, w kategorii „Album roku hip-hop”. Podczas gali Fryderyki 2015, Ten Typ Mes wykonał utwory „Głupia, spięta dresiara” oraz „Janusz Andrzej Nowak”.
31 stycznia 2015 w stołecznym klubie Progresja odbył się roast Tego Typa Mesa. Rodzimi komicy – Marcin Wieczorek, Patryk Czebańczuk, Piotr Złydach, Wojciech Pięta, Jasiek Borkowski, Łukasz Sychowicz oraz wspólnik artysty, Łukasz Stasiak – wygłaszali obraźliwe, humorystyczne monologi w których żartowali z gwiazdy wieczoru oraz siebie nawzajem. Zapis tego wydarzenia ukazał się na DVD, nakładem wytwórni Alkopoligamia.com.
Pod koniec kwietnia 2015 na festiwalu Spring Break w Poznaniu Ten Typ Mes rozpoczął koncertowanie z live bandem. W skład zespołu wchodzą tacy artyści jak Michał „Fox” Król, Andrzej „Fonai” Pieszak czy Jose Manuel Alban Juarez.
W maju 2015 premierę miał album rapera VNM, na którym znalazł się utwór „Zagłusz mnie”, gdzie elbląski raper wciela się w postać Tego Typa Mesa.
Wiosną 2016 ukazał się mixtape LoveYourSongs, sygnowany przez Mesa i DJ-a Black Belt Grega. Nieoficjalne wydawnictwo zawierało przekrój z twórczości Szmidta oraz cztery premierowe utwory. Do kawałka „Możliwość” powstał teledysk, który na YouTube wyświetlono do tej pory ponad 2,5 miliona razy. Limitowany nakład albumu dodawany był do zamówień w sklepie Alkopoligamia.com. Jesienią tego samego roku ukazał się szósty solowy album artysty, zatytułowany Ała. Podobnie jak poprzednie wydawnictwo artysty, album można było zakupić w formie książki ze zbiorem felietonów Szmidta, tym razem z lat 2013–2016. Album zadebiutował na 1. miejscu polskiej listy przebojów OLiS, a z czasem uzyskał status złotej płyty. Na płycie gościnnie wystąpili Dawid Podsiadło, Iza Lach, VNM, RAU, Monika Borzym, Ifi Ude, a za produkcję muzyki odpowiadali Wrotas Lifeview, Szogun, Michał „Fox” Król, Max Fiszer, Andrzej „Fonai” Pieszak i Mateusz Gudel. Płyta była promowana singlami „Nieiskotne”, „Jak nikt” (teledyski do obu utworów nakręcone zostały w Los Angeles), „Codzienność”, „Book Please”, „Pokaż mi dom” oraz „Czy ty to ty?”. Piosenka „Czy ty to ty?” jest utworem, w którym Mes opowiada o swoim pochodzeniu i zastanawia się, jak skończy się jego los. Historia zawiera dziesięć alternatywnych zakończeń autorstwa samego Mesa oraz zaproszonych artystów – Emila Blefa, Marii Peszek, Rasa, Stasiaka i VNM-a. Przed wyjściem albumu, Alkopoligamia zaprezentowała wszystkie wersje utworu, organizując konkurs w którym fani mogli wybrać wersję jaka ostatecznie trafi na płytę. Głosowanie wygrał raper VNM.
W lutym 2017 Ten Typ Mes rozpoczął trasę koncertową Tour de Ała., która objęła kilkanaście największych miast Polski.
Pisze również teksty dla innych artystów, takich jak np. Kortez, Patricia Kazadi, Łagodna Pianka, Kinga Miśkiewicz, Mrozu, Krzysztof Kiljański, PanPan czy Krystyna Prońko.

### 2018:RapersampleriRapersampler+
16 marca 2018 alkopoligamia.com wydała limitowaną, fluorescencyjną edycję płyty, która zawierała regularne wydanie albumu umieszczone w eleganckim opakowaniu zbiorczym typu clamshell. Jest to pierwsza płyta rapera, która została wyprodukowana w całości przez niego samego. To pierwszy taki przypadek w dyskografii artysty, który odpowiada tu zarówno za teksty, jak i muzykę. Rapersampler jest pochwałą prostoty, kontrą wobec wielowymiarowej i niejednoznacznej z płytą AŁA. Specyfika albumu koresponduje z miejscem zamieszkania, rodziną i bliskimi Tego Typa Mesa.
W listopadzie 2018 promocja płyty Rapersampler weszła w finalną fazę: światło dzienne ujrzała długo oczekiwany dodatkowy CD Rapersampler+. Płyta ta zawiera kilka nowych utworów powstałych na tym samym patencie, co album wyjściowy. Artysta sam wyprodukował bity na samplerze, a także napisał i nagrał teksty w swoim mieszkaniu na warszawskim Wyględowie. Suplement promuje tercet z zespołem Tuzza o tytule Kaczzki. Remiksy natomiast to dzieła początkujących artystów (Kacperczyk), jak i uznanych muzyków (m.in. Urbansky, RAU, Spisek Jednego)

## Działalność biznesowa

### Alkopoligamia.com
W 2006 z inicjatywy Piotra Szmidta i Witolda Michalaka powstała firma Alkopoligamia (zwana również potocznie „Alko”) zajmująca się produkcją odzieży. Michalak pracował wcześniej dla stacji muzycznych (m.in. MTV Polska), studiował na SGH i w Instytucie Nauk Społecznych UW.
Nazwa firmy jest neologizmem pochodzącym z wersów Mesa w utworze „Nie jestem” zespołu Flexxip oraz tytułem jego pierwszego solowego albumu. Początkowo siedziba firmy Alkopoligamia mieściła się w kawalerce na warszawskich Kabatach należącej do Witolda Michalaka, zaś od 2011 wytwórnia stacjonuje w lokalu na Wyględowie, który jest częścią dzielnicy Mokotów.
Po trzech latach funkcjonowania na rynku, Alkopoligamia rozpoczęła działalność jako wytwórnia płytowa, a do grona wspólników dołączył Łukasz Stasiak, który zajmował się wcześniej promocją i organizacją wydarzeń w stołecznym klubie Fresh. Alkopoligamia debiutowała jako oficyna wydawnicza w 2009 albumami „Zamach na przeciętność” Tego Typa Mesa oraz „Life after deaf” Pjusa.
W następnym roku nakładem Alkopoligamii ukazały się płyty Wdowy, Stasiaka oraz duetu Blow, w składzie którego znajdowali się wokalistka Flow oraz producent Święty. W 2012 wytwórnia zwerbowała w swoje szeregi takich artystów jak Kuba Knap, LJ Karwel, Zetenwupe Ferajna czy DJ Black Belt Greg.
Debiutancki album Kuby Knapa z 2013 wydany przez label, dotarł do 3. miejsca polskiej listy przebojów OLiS. Rok później, nakładem Alkopoligamii swoje pierwsze płyty wydali także raper LJ Karwel („Niepotrzebne skreślić”) oraz alternatywny duet Małe Miasta („MM”). Album „Bejbo” grupy Zetenwupe Ferajna ukazał się w lipcu 2015 roku.
Wiosną 2014 na kanale YouTube wytwórni swoją premierę miał teledysk do utworu „Re-fleksje” z repertuaru Pezet/Noon, w wykonaniu Andrzeja Dąbrowskiego do kompozycji Mariusza Obijalskiego. W 2015 roku, na rynku ukazał się album projektu „Albo Inaczej”, w ramach którego gwiazdy muzyki rozrywkowej interpretowały klasyczne hip-hopowe teksty w jazzowych aranżacjach. Teksty Eldo, Łony, Tedego, Flexxipu, Kalibra 44, Slums Attack, Starego Miasta czy Pezeta, wykonali Zbigniew Wodecki, Krystyna Prońko, Andrzej Dąbrowski, Felicjan Andrzejczak, Ewa Bem i Wojciech Gąssowski. Płyta została zarejestrowana m.in. w warszawskim Studio S4 Polskiego Radia, a w nagraniach uczestniczył Konglomerat Big Band oraz liczni muzycy sesyjni. Album dotarł do 4. miejsca notowania OLiS oraz uzyskał status złotej płyty.
W ramach Red Bull Music Academy Weekender w Pałacu Kultury i Nauki w Warszawie, 17 kwietnia odbył się premierowy koncert projektu na którym wystąpili m.in. Andrzej Dąbrowski, Krystyna Prońko, Zbigniew Wodecki, Ewa Bem, Flexxip, DJ Noz, Patricia Kazadi czy Stare Miasto. Wydarzenie poprowadził Łukasz Stasiak. W 2016 ukazał się album „Albo Inaczej Remixy”, gdzie znalazły się nowe wersje utworów w ujęciu takich wykonawców jak Kuba Karaś, RAU, Małe Miasta, Flirtini, Kixnare czy Lower Entrance. Wydaną w maju 2018, drugą część projektu pt. „Albo Inaczej 2” promowały single „Złe Nawyki” w wykonaniu Moniki Borzym (na podstawie utworu 2cztery7) oraz „Sznurowadła” w interpretacji Fismolla (na podstawie kompozycji Tworzywa Sztucznego).
W latach 2015–2017 wytwórnię Alkopoligamia.com opuścili Theodor, Wdowa, LJ Karwel, Hade z Zetenwupe Ferajna oraz Kuba Knap. W międzyczasie, do wytwórni dołączyli producent i wykonawca RAU, Małe Miasta, Jordah, duet producencki Wasabi, raper Leh i wokalistka Rosalie.
Wytwórnia organizuje co roku imprezę urodzinową, która odbywa się zwykle w konwencji koncertowej. 24 marca 2017 w warszawskim klubie Stodoła odbył się koncert „A1K0” z okazji dziesięciolecia działalności wydawnictwa. W trakcie wydarzenia wystąpili: Martina M, DJ Black Belt Greg, Leh, Kuba Knap, Rosalie. i Ten Typ Mes z zespołem.
W 2015 Alkopoligamia zaczęła produkować własne piwo o tej samej nazwie. Piwo warzone w Browarze Witnica można zwykle dostać na imprezach i koncertach artystów związanych z wytwórnią.
Ten Typ Mes współpracował marketingowo z takimi markami jak Moro, Żołądkowa Gorzka, J&B, Bacardí, Red Bull, Reebok oraz EB. Z ostatnią marką raper zrealizował teledysk nakręcony na żywo jednym ujęciem kamery 360°. Czterominutowy klip do utworu „Tymczasem (Poczuć się dobrze)” był transmitowany na żywo w internecie.

## Działalność charytatywna i społeczna
W 2005 Mes wziął udział w kampanii charytatywnej „All 4 Pjus” na rzecz jego kolegi z zespołu 2cztery7 – Pjusa. Lekarze wykryli u niego rzadką chorobę, neurofibromatozę typu 2, na skutek której stracił słuch. Choroba dotknęła nerwów słuchowych rapera, które objęły zmiany nowotworowe. W styczniu 2006 w stołecznym klubie The Fresh odbyły się dwa koncerty, z których całkowity dochód został przeznaczony na pokrycie kosztów leczenia Pjusa. W ramach imprezy charytatywnej wystąpili tacy wykonawcy jak Grammatik, Numer Raz, Dizkret, Pelson, Łona, Flexxip, Płomień 81, DJ Panda, DJ 600V, Włodi czy Szybki Szmal. Wpływy z wydarzenia oraz aukcji organizowanych przez MTV i kibiców Legii Warszawa pozwoliły pokryć koszty zabiegów (ok. 30 tysięcy euro) dzięki którym Pjus ma w pełni cyfrowy słuch.
17 września 2012 roku, Ten Typ Mes rozpoczął trasę koncertową Kandydaci na szaleńców występem w Cieszynie na rzecz 12-letniej Dominiki Wojnar, chorej na raka kości.
W 2014 artysta wziął udział w drugiej edycji kampanii Wyloguj się z życia... a robi się to tak!, uświadamiającej o zagrożeniach związanych z uzależnieniem od internetu. Projekt realizowała Fundacja Innowacyjnych Rozwiązań Społecznych i Terapeutycznych – FIRST, we współpracy z Krajowym Biurem ds. Przeciwdziałania Narkomanii. W akcji oprócz Mesa wzięli udział Stasiak i Pjus (2cztery7) oraz reprezentanci Polski w piłce nożnej – Wojciech Szczęsny i Robert Lewandowski.

## Życie prywatne
W czerwcu 2003 Ten Typ Mes i wokalista Lerek, pod wpływem alkoholu rzucili śmietnikiem w kierunku wiaty przystanku w okolicach warszawskiego Pola Mokotowskiego. W konsekwencji zostali dotkliwie pobici przez pięciu policjantów ubranych po cywilnemu. Raper odniósł się do tej sytuacji w utworze „Rok później (Oczy Otwarte 2)”.
Na solowym debiucie Tego Typa Mesa znalazł się utwór „Witaj Śmierci”, na którym raper opowiada o bójce, do jakiej doszło pod jednym ze stołecznych klubów. Artysta został brutalnie pobity przez grupę niezidentyfikowanych osobników, a na skutek obrażeń Szmidtowi wstawiono tytanową płytkę w głowę i założono kilkadziesiąt szwów, po których została mu pokaźna blizna.

Dowiedziałem się dużo o świecie i swojej mniejszej w nim roli niż wcześniej sądziłem. Jeśli chodzi o skutki uboczne, to są pojedyncze. To są pojedyncze sesje terapeutyczne gdzie się wychodzi, bo dotknęło się tematu który był mocny i kłujący. Ale na terapię, jak na większość rzeczy które się trenuje, po prostu trzeba patrzeć w trochę szerszym kontekście czasowym.

Artysta otwarcie mówi o uczęszczaniu na terapię, poruszył ten temat w utworze „Mój terapeuta” z albumu Ała.
Posiada wiele tatuaży na swoim ciele. Na plecach ma wytatuowaną pięciolinię oraz kobiece dłonie należące do koleżanki z podstawówki. Lewe ramię artysty zdobi tatuaż przedstawiający okładkę płyty Pink Floyd The Dark Side of the Moon, na lewej ręce wytatuowany ma alfabet, a na prawej znaki interpunkcyjne. Na klatce piersiowej uwiecznione ma nazwy swoich projektów muzycznych: Flexxip, 2cztery7 i Mes. Raper ma również tatuaże na nogach: na jednej stopie szachownicę, a na drugiej węża Eskulapa.
Wśród swoich inspiracji Ten Typ Mes wymienia takich artystów jak Charles Bukowski, Marek Koterski, Tha Dogg Pound, Nas, Wu-Tang Clan, Jamiroquai, A Tribe Called Quest, Andrzej Zaucha, Jay-Z, Louis C.K., Kendrick Lamar czy Childish Gambino.
Po przyjęciu sakramentu bierzmowania, Szmidt stopniowo odsuwał się od Kościoła. Obecnie jest ateistą.

## Dyskografia

### Albumy solowe
| Rok  | Album | Pozycja na liście | Sprzedaż       | Certyfikat          |
| Rok  | Album | POL               | Sprzedaż       | Certyfikat          |
| ---- | --- | ----------------- | -------------- | ------------------- |
| 2005 | Alkopoligamia: zapiski Typa - Data: 29 października 2005 - Wydawca: T1-Teraz - Format: CD, LP                          | 26                |                |                     |
| 2009 | Zamach na przeciętność - Data: 25 kwietnia 2009 - Wydawca: Alkopoligamia.com - Format: CD, LP, digital download        | 29                |                |                     |
| 2011 | Kandydaci na szaleńców - Data: 16 kwietnia 2011 - Wydawca: Alkopoligamia.com - Format: CD, LP                          | 2                 | - POL: 7500+   | - ZPAV: złota płyta |
| 2013 | Ten Typ Mes i Lepsze Żbiki - Data: 21 czerwca 2013 - Wydawca: Alkopoligamia.com - Format: CD, LP                       | 3                 |                |                     |
| 2014 | Trzeba było zostać dresiarzem - Data: 18 kwietnia 2014 - Wydawca: Alkopoligamia.com - Format: CD, LP, digital download | 4                 | - POL: 15 000+ | - ZPAV: złota płyta |
| 2016 | Ała. - Data: 4 listopada 2016 - Wydawca: Alkopoligamia.com - Format: CD, LP, digital download                          | 1                 | - POL: 15 000+ | - ZPAV: złota płyta |
| 2018 | Rapersampler - Data: 16 marca 2018 - Wydawca: Alkopoligamia.com - Format: CD, digital download                         | 2                 |                |                     |
| 2018 | Rapersampler+ - Data: 7 grudnia 2018 - Wydawca: Alkopoligamia.com - Format: CD, digital download                       | –                 |                |                     |
| 2020 | Biały Tunel - Data: 6 marca 2020 - Wydawca: Alkopoligamia.com - Format: CD, digital download                           | 2                 |                |                     |
| 2021 | Hello Baby - Data: 19 listopada 2021 - Wydawca: Alkopoligamia.com - Format: CD, digital download                       | 4                 |                |                     |

### Mixtape’y
| Rok  | Dane dot. albumu                                                                              |
| ---- | --------------------------------------------------------------------------------------------- |
| 2015 | Loveyoursongs (oraz DJ Black Belt Greg) - Data: 31 sierpnia 2015 - Wydawca: Alkopoligamia.com |

### Albumy wideo
| Rok  | Dane dot. albumu                                                         |
| ---- | ------------------------------------------------------------------------ |
| 2015 | Roast Tego Typa Mesa - Data: 4 grudnia 2015 - Wydawca: Alkopoligamia.com |

### Single
| Rok                                                      | Tytuł                                           | Pozycja na liście | Pozycja na liście | Pozycja na liście | Pozycja na liście | Album                         |
| Rok                                                      | Tytuł                                           | RM                | SLiP              | HHTV              | LP4               | Album                         |
| -------------------------------------------------------- | ----------------------------------------------- | ----------------- | ----------------- | ----------------- | ----------------- | ----------------------------- |
| 2005                                                     | „Wjaazd”                                        | –                 | –                 | –                 | –                 | Alkopoligamia: zapiski Typa   |
| 2005                                                     | „Zdrada ’06”                                    | –                 | 38                | –                 | –                 | Alkopoligamia: zapiski Typa   |
| 2009                                                     | „My”                                            | –                 | –                 | –                 | –                 | Zamach na przeciętność        |
| 2011                                                     | „Otwarcie”                                      | –                 | –                 | –                 | –                 | Kandydaci na szaleńców        |
| 2013                                                     | „Na dnie” (gościnnie: Tomson, Stasiak, Małolat) | –                 | 50                | –                 | –                 | Ten Typ Mes i Lepsze Żbiki    |
| 2014                                                     | „Trze’a było”                                   | –                 | –                 | –                 | –                 | Trzeba było zostać dresiarzem |
| 2014                                                     | „Tul Petardę”                                   | –                 | –                 | –                 | –                 | Trzeba było zostać dresiarzem |
| 2014                                                     | „Głupia, spięta dresiara”                       | –                 | –                 | –                 | –                 | Trzeba było zostać dresiarzem |
| 2016                                                     | „Nieiskotne”                                    | –                 | –                 | –                 | –                 | Ała.                          |
| 2016                                                     | „Czy Ty to Ty?” (gościnnie: VNM)                | –                 | –                 | –                 | –                 | Ała.                          |
| 2016                                                     | „Jak nikt”                                      | –                 | –                 | –                 | –                 | Ała.                          |
| 2016                                                     | „Codzienność” (gościnnie: Dawid Podsiadło)      | 12                | –                 | 10                | 27                | Ała.                          |
| 2018                                                     | „Rudy Kurniawan”                                | –                 | –                 | –                 | –                 | Rapersampler                  |
| 2018                                                     | „Odporność” (gościnnie: Justyna Święs)          | –                 | –                 | –                 | –                 | Rapersampler                  |
| 2018                                                     | „Wyględów”                                      | –                 | –                 | –                 | –                 | Rapersampler                  |
| 2022                                                     | „Ten Typ `22"                                   | –                 | –                 | –                 | –                 | „Ten Typ `22"                 |
| „–” oznacza, że singel nie był notowany na danej liście. |                                                 |                   |                   |                   |                   |                               |

### Inne notowane utwory
| Rok  | Tytuł                                                    | Pozycja na liście | Pozycja na liście | Album |
| Rok  | Tytuł                                                    | UWM               | PRB               | Album |
| ---- | -------------------------------------------------------- | ----------------- | ----------------- | ----- |
| 2016 | Xxanaxx – „Nie znajdziesz mnie” (gościnnie: Ten Typ Mes) | 29                | 2                 | FWRD  |

### Kompilacje różnych wykonawców
| Rok  | Album                                | Utwór | Źródło  |
| ---- | ------------------------------------ | --- | ------- |
| 2002 | Klan CD#23                           | Ten Typ Mes – „Ty tworzysz, ja tworze” | [ 142 ] |
| 2002 | Popcorn – Hip Hop Mania              | Red, Ten Typ Mes, Echo – „Ten typ/Stylowy przekaz” | [ 143 ] |
| 2004 | VIVA Hip Hop vol.4                   | White House, Ten Typ Mes, Numer Raz – „Rok później (oczy otwarte 2)”                                                                                                | [ 144 ] |
| 2004 | Popcorn – Hip Hop Mania 4            | Pezet, Eis, Ten Typ Mes – „W szponach melanżu” | [ 145 ] |
| 2005 | Rap Eskadra 2                        | White House, Ten Typ Mes, Numer Raz – „Oczy otwarte 2 (rok później)”                                                                                                | [ 146 ] |
| 2005 | ESKA Squad 3                         | Ośka, Ten Typ Mes, Trish – „Tak zapomnieć” | [ 147 ] |
| 2005 | EmbargoNagrania: Muzyka Miejska Cz.1 | Praktik, Pezet, Ten Typ Mes – „Kilka lat później” | [ 148 ] |
| 2005 | Czarny Piątek vol.1 – Polski Beat    | Praktik, Ten Typ Mes – „A portret” | [ 149 ] |
| 2006 | Hiphopstacja 3                       | Ten Typ Mes – „Zdrada '06” Ten Typ Mes – „Wjaazd!” | [ 150 ] |
| 2006 | JuNouDet                             | Ten Typ Mes – „66 BPM” | [ 151 ] |
| 2006 | SummerJam 2006 Allstars              | Szybki Szmal, Ten Typ Mes – „Nie z tą to z tamtą (Donatan Pokazz Remix)”                                                                                            | [ 152 ] |
| 2012 | Prosto Mixtape Kebs                  | Felipe, Ten Typ Mes, Tomasina – „Za późno, żeby wrócić” | [ 153 ] |
| 2014 | Klaser vol.2                         | Szogun – „Chwast” (gościnnie: Ten Typ Mes, Gruby Józek, Zetenwupe, LJ Karwel, DJ Black Belt Greg) R.A.U. – „Likeaboss” (gościnnie: Ten Typ Mes, DJ Black Belt Greg) | [ 154 ] |

### Występy gościnne
| Rok  | Album                                                     | Utwór | Źródło  |
| ---- | --------------------------------------------------------- | --- | ------- |
| 2002 | Pezet/Noon – Muzyka klasyczna                             | „5-10-15” (gościnnie: Ten Typ Mes) | [ 155 ] |
| 2002 | Red – Al-Hub                                              | „Ten typ” (gościnnie: Ten Typ Mes) | [ 156 ] |
| 2003 | DJ 600V – 600 °C                                          | „Cześć mes” (gościnnie: Ten Typ Mes, Lerek) | [ 157 ] |
| 2003 | Eis – Gdzie jest Eis?                                     | „W szponach melanżu” (gościnnie: Pezet, Ten Typ Mes) | [ 158 ] |
| 2004 | Fu – Wrodzony instynkt                                    | „Ekspresja” (gościnnie: Olsen, Ten Typ Mes) | [ 159 ] |
| 2004 | O$ka – Przez $ jak...                                     | „Tak zapomnieć” (gościnnie: Ten Typ Mes, Trish) | [ 160 ] |
| 2004 | Pih – Krew, pot i łzy                                     | „Miazga” (gościnnie: Ten Typ Mes, Pezet) | [ 161 ] |
| 2004 | Praktik – Dobra częstotliwość                             | „A portret” (gościnnie: Ten Typ Mes) „Kilka lat później” (gościnnie: Pezet, Ten Typ Mes)                                                                        | [ 162 ] |
| 2004 | White House – Kodex 2: Proces                             | „Rok później” (Oczy otwarte 2) (gościnnie: Ten Typ Mes, Numer Raz)                                                                                              | [ 163 ] |
| 2004 | White House – Kodex 2: Suplement                          | „Rok później” (Heavy RMX) (gościnnie: Ten Typ Mes, Numer Raz)                                                                                                   | [ 164 ] |
| 2004 | Żądło – Żądło                                             | „Dług” (gościnnie: Ten Typ Mes) | [ 165 ] |
| 2005 | Małolat & Ajron – W pogoni za lepszej jakości życiem      | „Piszę tekst” (gościnnie: Ten Typ Mes) | [ 166 ] |
| 2005 | Nowator – Alfabetyczny spis                               | „Otwórz te drzwi” (gościnnie: Ten Typ Mes, Pih) | [ 167 ] |
| 2005 | Włodi – W...                                              | „Definicja” (gościnnie: Ten Typ Mes) | [ 168 ] |
| 2005 | WdoWa – Braggacadabra                                     | „WuWuA” (gościnnie: Ten Typ Mes) | [ 169 ] |
| 2005 | Szybki Szmal – Mixtape 2005                               | „Nie z tą to z tamtą” (gościnnie: Ten Typ Mes) | [ 170 ] |
| 2006 | Siedem Łez – 2+2=7                                        | „Rap studencki?!” (gościnnie: Ten Typ Mes) | [ 171 ] |
| 2006 | Święty – Tu wolno palić                                   | „Krzyki za oknem” (gościnnie: Ten Typ Mes) | [ 172 ] |
| 2007 | White House – Kodex 3: Wyrok                              | „Kciuk w dół” (gościnnie: Ten Typ Mes, Pyskaty Skurwiel) | [ 173 ] |
| 2007 | Pezet – Muzyka rozrywkowa                                 | „Czterdzieściprocent” (gościnnie: Ten Typ Mes) | [ 174 ] |
| 2007 | Emazet/Procent – Jedyneczka                               | „Epikurejczyk” (gościnnie: Stopaa, Ten Typ Mes) | [ 175 ] |
| 2008 | DJ. B – Mixtape 2008                                      | „Czterdzieściprocent” (gościnnie: Pezet, Ten Typ Mes) | [ 176 ] |
| 2008 | Emil Blef – Mam taką twarz, że ludzie mi ufają... billing | „Nie wystarczy wejść do studia” (gościnnie: Ten Typ Mes) | [ 177 ] |
| 2008 | Molesta Ewenement – Molesta i kumple                      | „Mówię nie” (gościnnie: Ten Typ Mes, Pezet, DJ.B) | [ 178 ] |
| 2008 | PMM – Polski mistrzowski manewr                           | „Hatboj” (gościnnie: Ten Typ Mes) | [ 179 ] |
| 2008 | Pih – Kwiaty zła                                          | „Winny zarzucanym czynom” (gościnnie: Ten Typ Mes) | [ 180 ] |
| 2009 | Bleiz – Grill-Funk                                        | „Nie wymawiam na głos” (gościnnie: Ten Typ Mes, Jazzy) | [ 181 ] |
| 2009 | DJ. B – Mixtape DJ.B Kontra Molesta/Ewenement             | „Mówię nie (Blend)” (gościnnie: Ten Typ Mes, Pezet) | [ 182 ] |
| 2009 | Mardi Gras – Podaj dalej                                  | „Melancholia” (gościnnie: Ten Typ Mes) | [ 183 ] |
| 2009 | Fabuła – Dzieło sztuki                                    | „Życzenie śmierci” (gościnnie: Miodu, Pih, Ero, Ten Typ Mes) | [ 184 ] |
| 2009 | Chada – Proceder                                          | „Obrachunek moralny” (gościnnie: Ten Typ Mes) | [ 185 ] |
| 2009 | Numer Raz – Ludzie, maszyny, słowa                        | „Prawdziwe kłamstwa” (gościnnie: Ten Typ Mes) „Nasze rządy” (utwór dodatkowy) (gościnnie: Ten Typ Mes, Rufin MC, Pablopavo)                                     | [ 186 ] |
| 2009 | Onar – Jeden na milion                                    | „Rozwijam skrzydła (Bonus Remix)” (gościnnie: Ten Typ Mes) | [ 187 ] |
| 2009 | Łysonżi – Dżonson                                         | „Lecisz na ryj” (gościnnie: Ten Typ Mes, High Definition) | [ 188 ] |
| 2009 | Pyskaty – Pysk w pysk                                     | „Dziękuję, nie piję” (gościnnie: Tomiko, Ten Typ Mes) | [ 189 ] |
| 2010 | MVP (eMo & Vrs Projekt) – Żyję Tu Gdzie Melanż            | „Niczego Bym Nie Zmienił” (feat. Ten Typ Mes, Zawodnik) „Niczego Bym Nie Zmienił (Donatan Remix)” (feat. Ten Typ Mes, Brahu)                                    | [ 190 ] |
| 2010 | Pyskaty – Pysk w pysk (Edycja Specjalna)                  | „Dziękuję, nie piję” (gościnnie: Tomiko, Ten Typ Mes) „Bez granic” (gościnnie: Fokus, Małolat, Łona, Fu, Ten Typ Mes, Tomiko, O.S.T.R., Ero, Eldo, Termanology) | [ 191 ] |
| 2010 | Fu & DJ Element – Projekt 30                              | „Miasto wchłania klasykę” (gościnnie: Ten Typ Mes) | [ 192 ] |
| 2010 | WdoWa – Superextra                                        | „I tak kocham tę grę” (gościnnie: Ten Typ Mes, W.E.N.A., DJ M-Easy)                                                                                             | [ 193 ] |
| 2010 | Jarecki & DJ BRK – Mucha nie siada                        | „Do dna!” (gościnnie: Ten Typ Mes) | [ 194 ] |
| 2010 | Wice Wersa – Między niebem a piekłem                      | „Zostawić ślad” (gościnnie: Ten Typ Mes) | [ 195 ] |
| 2010 | Raca – Bobby Fischer                                      | „Gran Turismo” (gościnnie: Ten Typ Mes) | [ 196 ] |
| 2010 | Blow – Jeśli czujesz                                      | „Trudno Cię zastąpić” (gościnnie: Ten Typ Mes) | [ 197 ] |
| 2010 | Stasiak – Pół żartem, pół serio                           | „Słowa mają moc” (gościnnie: Ten Typ Mes, Piotr Pacak) | [ 198 ] |
| 2011 | VNM – De Nekst Best                                       | „Cypher” (gościnnie: Pezet, Mes, Pyskaty, DJ Medyk) | [ 199 ] |
| 2011 | Moral/Gano – Przeminęło z dymem                           | „Momenty” (gościnnie: Ten Typ Mes, Pih) | [ 200 ] |
| 2011 | Kajman – K2                                               | „Zostaw ją” (gościnnie: Ten Typ Mes) | [ 201 ] |
| 2012 | Buczer – Dwa oblicza                                      | „Coraz więcej” (gościnnie: Ten Typ Mes, Zawik) | [ 202 ] |
| 2012 | Hukos – Knajpa upadłych morderców                         | „Zła karma” (gościnnie: Ten Typ Mes) | [ 203 ] |
| 2012 | White House – Kodex 4                                     | „Dorosłe dzieci we mgle” (gościnnie: Ten Typ Mes) | [ 204 ] |
| 2012 | Borixon – Rap Not Dead                                    | „Sponsor” (gościnnie: Ten Typ Mes, Julita Woś) | [ 205 ] |
| 2012 | Pezet – Radio Pezet. Produkcja Sidney Polak               | „Charlie Sheen” (gościnnie: Ten Typ Mes, Sidney Polak) | [ 206 ] |
| 2012 | Donatan – Równonoc. Słowiańska dusza                      | „Będą Cię nienawidzić” (gościnnie: Mes) | [ 207 ] |
| 2013 | DJ. B, Szczur – Zaraza                                    | „Nie jestem tu od pouczania” (gościnnie: Wigor, Juras, Diox, Ten Typ Mes, Te-Tris, Pono)                                                                        | [ 208 ] |
| 2014 | Chada – Syn Bogdana                                       | „Obrachunek moralny 2” (gościnnie: Ten Typ Mes) | [ 209 ] |
| 2014 | Vienio – Etos 2                                           | „Zabierz mnie do miejsc” (gościnnie: Ten Typ Mes) | [ 210 ] |
| 2014 | White House – Kodex 5 Elements                            | „Projektuje sny” (gościnnie: Kuba Knap, Ten Typ Mes) | [ 211 ] |
| 2014 | Czarny HIFI – Nokturny & demony                           | „Demony” (gościnnie: VNM, Ten Typ Mes, Tomson) | [ 212 ] |
| 2014 | LJ Karwel – Niepotrzebne skreślić                         | „Tony” (gościnnie: Ten Typ Mes) | [ 213 ] |
| 2015 | Grubson – Holizm                                          | „Ciepłe brzmienie Kalifornii” (gościnnie: Jarecki, Ten Typ Mes)                                                                                                 | [ 214 ] |
| 2016 | Xxanaxx – FWRD                                            | „Nie znajdziesz mnie” (gościnnie: Ten Typ Mes) | [ 215 ] |
| 2016 | DJ Decks – Mixtape 5                                      | „6” (gościnnie: Kuba Knap, Stasiak, Ten Typ Mes) | [ 216 ] |
| 2017 | Jarecki – Za wysoko                                       | „Ten sam lot” (gościnnie: Ten Typ Mes, Grubson) | [ 217 ] |
| 2019 | Pezet – Muzyka Współczesna                                | „Gorzka woda” (gościnnie: Ten Typ Mes, Paluch, Kękę, Sokół) | [ 218 ] |

## Teledyski
Solowe
| Rok  | Tytuł                                                           | Reżyseria                        | Album                                  | Źródło  |
| ---- | --------------------------------------------------------------- | -------------------------------- | -------------------------------------- | ------- |
| 2005 | „Wjaazd”                                                        | Leszek Molski, TV Working Studio | Alkopoligamia: zapiski Typa            | [ 219 ] |
| 2006 | „Zdrada '06”                                                    | Kordian Piwowarski               | Alkopoligamia: zapiski Typa            | [ 220 ] |
| 2008 | „My”                                                            | Witek Michalak, Tomek Czernicki  | Zamach na przeciętność                 | [ 221 ] |
| 2009 | „Jak to”                                                        | Witek Michalak                   | Zamach na przeciętność                 | [ 222 ] |
| 2009 | „Dwadzieścia pięć” (gościnnie: K8)                              | Filip Kabulski                   | Zamach na przeciętność                 | [ 223 ] |
| 2011 | „Znajdziesz mnie w...” (gościnnie: Jarecki)                     | Tomasz Olczak                    | –                                      | [ 224 ] |
| 2011 | „Otwarcie”                                                      | Witek Michalak                   | Kandydaci na szaleńców                 | [ 225 ] |
| 2011 | „Zanim znajdziemy”                                              | Adam Łapiński, Witek Michalak    | Kandydaci na szaleńców                 | [ 226 ] |
| 2011 | „Studio, scena, łóżko”                                          | Igor Procajło, Witek Michalak    | Kandydaci na szaleńców                 | [ 227 ] |
| 2012 | „Detoks”                                                        | Witek Michalak                   | Alkopoligamia: zapiski Typa (reedycja) | [ 228 ] |
| 2013 | „Tam mnie nie znajdą” (gościnnie: LJ Karwel)                    | Tarniu                           | Ten Typ Mes i Lepsze Żbiki             | [ 229 ] |
| 2013 | „Urszula..” (gościnnie: Piotrek Pacak, Głośny)                  | Witek Michalak                   | Ten Typ Mes i Lepsze Żbiki             | [ 230 ] |
| 2013 | „Patrzę w rachunek”                                             | Witek Michalak                   | Ten Typ Mes i Lepsze Żbiki             | [ 231 ] |
| 2013 | „Alkopoligamia 2013”                                            | Witek Michalak                   | Ten Typ Mes i Lepsze Żbiki             | [ 232 ] |
| 2013 | „Wy!” (gościnnie: Kuba Knap, Zetenwupe, LJ Karwel)              | Witek Michalak                   | Ten Typ Mes i Lepsze Żbiki             | [ 233 ] |
| 2014 | „Dzień zgody (Niedziela)” (gościnnie: Monika Borzym, Kuba Knap) | Witek Michalak                   | Ten Typ Mes i Lepsze Żbiki             | [ 234 ] |
| 2014 | „Loveyourlife”                                                  | Oskar Kozłowski                  | Trzeba było zostać dresiarzem          | [ 235 ] |
| 2014 | „Tul petardę” (gościnnie: Olaf Deriglasoff)                     | Witek Michalak                   | Trzeba było zostać dresiarzem          | [ 236 ] |
| 2014 | „Głupia spięta dresiara”                                        | Witek Michalak, Wdowix ZKD       | Trzeba było zostać dresiarzem          | [ 237 ] |
| 2014 | „Będę na działce” (gościnnie: Głośny)                           | Witek Michalak                   | Trzeba było zostać dresiarzem          | [ 238 ] |
| 2014 | „#Hot16Challenge”                                               | –                                | –                                      | [ 239 ] |
| 2015 | „Możliwość” (oraz DJ Black Belt Greg)                           | Oskar Kozłowski                  | Loveyoursongs                          | [ 240 ] |
| 2016 | „Nieiskotne” (gościnnie: Iza Lach)                              | Witold Michalak                  | Ała.                                   | [ 120 ] |
| 2016 | „Czy ty to ty?” (gościnnie: VNM)                                | Mateusz Gudel                    | Ała.                                   | [ 241 ] |
| 2016 | „Jak nikt”                                                      | Witold Michalak                  | Ała.                                   | [ 242 ] |
| 2016 | „Pokaż mi dom”                                                  | Witold Michalak                  | Ała.                                   | [ 243 ] |

Gościnnie
| Rok  | Tytuł                                                                                        | Reżyseria                         | Album               | Źródło  |
| ---- | -------------------------------------------------------------------------------------------- | --------------------------------- | ------------------- | ------- |
| 2002 | Red – „Ten typ” (gościnnie: Ten Typ Mes)                                                     | –                                 | Al-Hub              | [ 244 ] |
| 2004 | Praktik – „Kilka lat później” (gościnnie: Pezet, Ten Typ Mes)                                | –                                 | Dobra częstotliwość | [ 245 ] |
| 2009 | Fabuła – „Życzenie śmierci” (gościnnie: Miodu, Pih, Ero, Ten Typ Mes)                        | Piotr Ograbek                     | Dzieło sztuki       | [ 246 ] |
| 2009 | 21 Allstars – „Powinnaś być ze mną” (gościnnie: Łozo, Tomson, Ten Typ Mes, Martina)          | Piotr Turek                       | –                   | [ 247 ] |
| 2011 | VNM – „Cypher” (gościnnie: Pezet, TenTypMes, Pyskaty)                                        | R5 Films                          | De Nekst Best       | [ 248 ] |
| 2013 | Zbylu – „Chleję” (gościnnie: Tomiko, Satyr, Ten Typ Mes, Parzel, Proceente, Pyskaty, Dj Ace) | SensFilmProdukcje                 | –                   | [ 249 ] |
| 2014 | Chada – „Obrachunek moralny 2” (gościnnie: Ten Typ Mes)                                      | 9 Liter Filmy                     | Syn Bogdana         | [ 250 ] |
| 2014 | Vienio – „Zabierz mnie do miejsc” (gościnnie: Ten Typ Mes)                                   | Bartek Łukasiuk, Marcin Grabowski | Etos 2              | [ 251 ] |
| 2016 | Rasmentalism – „Ale zdejmij buty” (gościnnie: Ten Typ Mes)                                   | BDV                               | 1985                | [ 252 ] |
| 2016 | Xxanaxx – „Nie znajdziesz mnie” (gościnnie: Ten Typ Mes)                                     | Papaya Films                      | FWRD                | [ 253 ] |

Inne
| Rok  | Tytuł | Reżyseria                    | Album                     | Źródło  |
| ---- | --- | ---------------------------- | ------------------------- | ------- |
| 2011 | Numer Raz, Pyskaty, Mes, Pezet i inni – „A pamiętasz jak?” | LetEmKnow                    | A pamiętasz jak? (singel) | [ 254 ] |
| 2013 | LJ Karwel, Stasiak, Mada, Hade, Mes, K. Knap, Theodor – „Organizm” | Tarniu                       | –                         | [ 255 ] |
| 2014 | Pyskaty, Numer Raz, Proceente, Pelson, Rahim, Łysol, Mielzky, Dwa Sławy, Zeus, Chada, Klasik, Quebonafide, JodSen, Joteste, Bezczel, Siwers, Ten Typ Mes – „Najsilniejsi przetrwają” (prod. DJ Premier, Luxon) | Piotr Sawicki, Hanusz Bystry | –                         | [ 256 ] |

## Filmografia
| Tytuł                              | Rok  | Rola        | Uwagi                                                                                                 | Źródło  |
| ---------------------------------- | ---- | ----------- | --- | ------- |
| Pionierzy stylu – Włodi            | 2014 | jako on sam | film dokumentalny, realizacja: Michał Kowal, Jacek „Merd” Wszoła, Piotr „Steez” Szulc, Kamil Sołdacki | [ 257 ] |
| Polska chemia kontra wielka chmura | 2015 | jako on sam | film dokumentalny, realizacja: Kamil „Tarniu” Tarnowski                                               | [ 258 ] |

## Nagrody i wyróżnienia
| Rok  | Kategoria           | Tytułem                       | Nagroda         | Nota      | Źródło  |
| ---- | ------------------- | ----------------------------- | --------------- | --------- | ------- |
| 2006 | Kreacja aktorska    | „Zdrada ’06”                  | Yach Film       | Nominacja | [ 259 ] |
| 2012 | Muzyka              | Ten Typ Mes                   | Superhiro, 2011 | Laur      | [ 260 ] |
| 2015 | Album roku          | Trzeba było zostać dresiarzem | Sztosy 2014     | Laur      | [ 261 ] |
| 2015 | Artysta/zespół roku | Ten Typ Mes                   | Sztosy 2014     | Nominacja | [ 262 ] |
| 2015 | Klip roku           | „Będę na działce”             | Sztosy 2014     | Nominacja | [ 262 ] |
| 2015 | Album roku hip-hop  | Trzeba było zostać dresiarzem | Fryderyki 2015  | Nominacja | [ 2 ]   |
| 2015 | Album roku hip-hop  | Ała.                          | Fryderyki 2017  | Nominacja | [ 3 ]   |